# Friedrichia
Friedrichia är ett släkte av slemmaskar. Friedrichia ingår i familjen Oerstediidae.
Kladogram enligt Catalogue of Life:
| Friedrichia | \| \| Friedrichia corallicola \| \| \| \| \| \| Friedrichia leopardina \| \| \| \| |
|             | \| \| Friedrichia corallicola \| \| \| \| \| \| Friedrichia leopardina \| \| \| \| |
|             | Oerstedia                                                                          |
|             |                                                                                    |
|             | Typhloerstedia                                                                     |
|             |                                                                                    |
|             | Friedrichia corallicola                                                            |
|             |                                                                                    |
|             | Friedrichia leopardina                                                             |
|             |                                                                                    |

|  | Friedrichia corallicola |
|  |                         |
|  | Friedrichia leopardina  |
|  |                         |